# Albania caucasica
L'Albania caucasica era un regno dell'antichità, situato approssimativamente nella regione del Caucaso occupata oggi dall'Azerbaigian.

## Caratteristiche
Col toponimo "Albania" si indicavano, nella tradizione classica greca e latina, le regioni della Transcaucasia orientale (in arabo ﺍﺭﺍﻥ‎?, Arrān), collocate a occidente del Mar Caspio e a est dell'Iberia (l'odierna Georgia). Questa area corrisponde approssimativamente alla parte più meridionale della repubblica russa del Daghestan e a gran parte dell'attuale repubblica dell'Azerbaigian. Il nome "Albania" deriva dal greco antico Ἀλβανία e dal latino Albanía. L'Albania caucasica non deve essere confusa con l'Albania europea, infatti i due paesi non hanno nulla in comune. Il toponimo è stato creato da fonti greche che hanno tradotto in modo errato la lingua armena.

## Storia

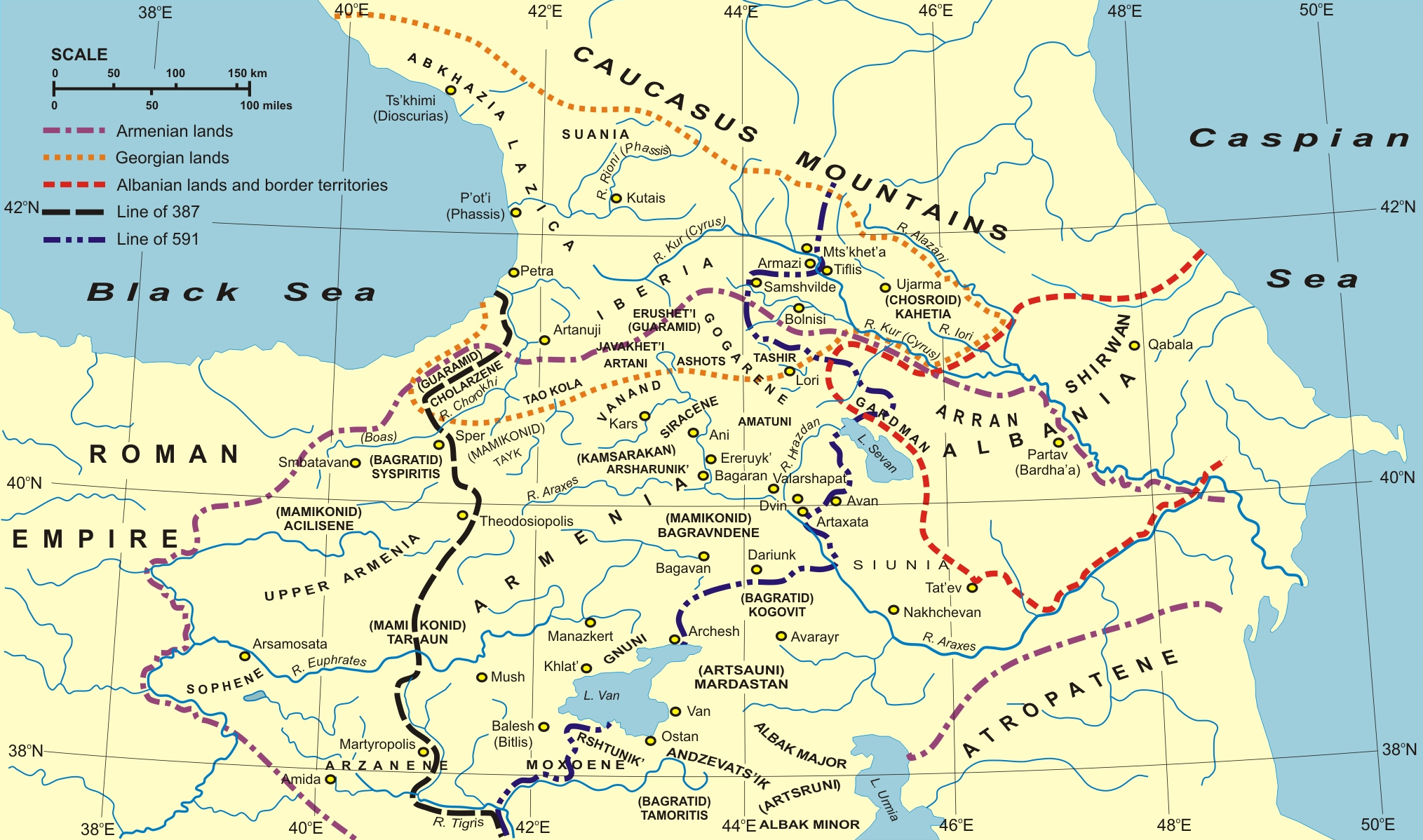
L'Albania caucasica vassalla di Roma intorno all'anno 300.

Il paese, nel corso della sua storia, fu tributario dell'Impero partico e successivamente dall'Impero romano, del quale divenne vassallo dopo la campagna del luogotenente di Marco Antonio, Publio Canidio Crasso nel 37 a.C.. La sottomissione ai Romani continuò fino al III secolo d.C., per essere poi sostituita da quella dei Sasanidi. La regione, durante l'epoca islamica classica, costituì una provincia del califfato, chiamata col nome di Shirvan.